# Prawie straciłem głos
Prawie straciłem głos – pierwszy singel polskiego rapera Chivasa z jego pierwszego minialbumu, zatytułowanego Lato 2024. Singel został wydany 13 czerwca 2024.
Kompozycja znalazła się na 30. miejscu listy OLiA, najczęściej odtwarzanych utworów w polskich rozgłośniach radiowych. Nagranie otrzymało w Polsce status platynowego singla, przekraczając liczbę 50 tysięcy sprzedanych kopii.

## Geneza utworu i historia wydania
Piosenka została napisana i skomponowana przez Krystiana Gierakowskiego, który również odpowiada za produkcję utworu.
Singel ukazał się w formacie digital download 13 czerwca 2024 w Polsce wydaniem własnym w dystrybucji Def Jam Recordings i Universal Music Polska. Piosenka została umieszczona na pierwszym minialbumie Chivasa – Lato 2024.

## „Prawie straciłem głos” w stacjach radiowych
Nagranie było notowane na 30. miejscu w zestawieniu OLiA, najczęściej odtwarzanych utworów w polskich rozgłośniach radiowych.

## Teledysk
Do utworu powstał teledysk w reżyserii Michała Niedźwiedzkiego, który udostępniono 14 czerwca 2024 za pośrednictwem serwisu YouTube.

## Lista utworów
- Digital download[2]

1. „Prawie straciłem głos” – 2:24

## Notowania
| Kraj   | Lista (2024)             | Najwyższa pozycja |
| ------ | ------------------------ | ----------------- |
| Polska | Billboard Poland Songs   | 5                 |
| Polska | OLiS – single w streamie | 5                 |

| Kraj   | Lista (2024)                   | Najwyższa pozycja |
| ------ | ------------------------------ | ----------------- |
| Polska | OLiS – oficjalna lista airplay | 30                |

| Kraj   | Lista (2024)             | Pozycja |
| ------ | ------------------------ | ------- |
| Polska | OLiS – single w streamie | 89      |

## Certyfikaty
| Kraj          | Certyfikat      | Sprzedaż |
| ------------- | --------------- | -------- |
| Polska (ZPAV) | platynowa płyta | 50 000+  |

## Wyróżnienia
| Rok  | Konkurs    | Kategoria                   | Rezultat    |
| ---- | ---------- | --------------------------- | ----------- |
| 2024 | Gorąca 100 | 100 największych hitów 2024 | 86. miejsce |